# مورا ماسا
الکساندر جورج ادوارد کراسن (به انگلیسی: Alexander George Edward Crossan؛ زادهٔ ۵ آوریل ۱۹۹۶) که بیشتر با نام هنری مورا ماسا شناخته می‌شود ترانه‌پرداز و تهیه‌کننده موسیقی الکترونیک گرنزی‌تبار می‌باشد.